# Rosa tormento
Rosa tormento è un singolo del cantautore italiano Cristiano Malgioglio, pubblicato il 22 novembre 2024 dall'etichetta Warner Music Italy.

## Descrizione
Il brano, scritto dallo stesso cantautore con Gerardo Martínez, è prodotto da quest'ultimo.

## Promozione
Il brano è stato presentato in anteprima nel corso della settima puntata del 10 novembre 2024 della ventiquattresima edizione del talent show Amici di Maria De Filippi.

## Video musicale
Il video musicale, diretto da Gaetano Morbioli, è stato pubblicato in concomitanza all'uscita del brano attraverso il canale YouTube della Warner Music Italy e ha visto la partecipazione di Samira Lui e Valentino Leonardi. Il video è stato girato presso il Museo Nicolis, la lavanderia di Modenese Massimo, l'istituto scolastico "Cavalchini - Moro", il caffè Fantoni e la Boutique chiesa Serafino, tutti luoghi a Villafranca di Verona.

## Tracce
Testi e musiche di Cristiano Malgioglio e Gerardo Martínez.
1. Rosa tormento – 2:47

## Versione spagnola
Rosa mentirosa è un singolo del cantautore italiano Cristiano Malgioglio, pubblicato il 13 dicembre 2024. Si tratta della versione spagnola del brano italiano Rosa tormento.

### Video musicale
Il video musicale, diretto da Gaetano Morbioli, è stato pubblicato in concomitanza all'uscita del brano attraverso il canale YouTube della Warner Music Italy e ha visto la partecipazione di Samira Lui e Valentino Leonardi.

### Tracce
Testi e musiche di Cristiano Malgioglio e Gerardo Martínez.
1. Rosa mentirosa – 3:00